# Pastora Vega Aparicio
Pastora Vega Aparicio (Madrid, 28 de maig de 1960) és una actriu i presentadora espanyola.

## Biografia
Besneta de la "bailaora" Pastora Imperio i neta del torero Rafael Vega de los Reyes "Gitanillo de Triana", és llicenciada en Dret. Es va casar en primeres nupcias amb José Oliet Palá. Va començar en el món de l'espectacle amb Ignacio Salas i Guillermo Summers, col·laborant en la presentació del programa de televisió Y sin embargo, te quiero.
Va debutar com a actriu el 1985 en la sèrie de televisió Los pazos de Ulloa, que dirigí Gonzalo Suárez i protagonitzaren Victoria Abril i Charo López.
Posteriorment intervé a Amanece, que no es poco, Demasiado corazón –per la qual és candidata al Premi Goya– i Ilona llega con la lluvia, entre d'altres. La seva carrera televisiva resulta més fructífera.
Casada entre 1984 i 2009 amb l'actor Imanol Arias, treballa amb ell en les pel·lícules El Lute II: mañana seré libre i Todos los hombres sois iguales, a més de protagonitzar Un asunto privado, la seva única incursió en la direcció. També té un paper esporàdic en la sèrie de TVE Cuéntame cómo pasó. Tenen dos fills, Jon i Daniel, i van conviure fins 2009.
Des de 2010 i fins al 2015 va mantenir una relació amb el també actor Juan Ribó amb qui va concursar en el programa de parelles d'Antena 3 ¡A bailar!.
El 2016 va començar una relació amb l'actor argentí Darío Grandinetti.

## Filmografia
| Any  | Pel·lícula                              | Director               |
| ---- | --------------------------------------- | ---------------------- |
| 1986 | El sueño de Tánger                      | Ricardo Franco         |
| 1986 | Iniciativa privada                      | Antonio A. Farré       |
| 1988 | El Lute II: mañana seré libre           | Vicente Aranda         |
| 1989 | Amanece, que no es poco                 | José Luis Cuerda       |
| 1990 | La otra historia de Rosendo Juárez      | Gerardo Vera           |
| 1992 | Demasiado corazón                       | Eduardo Campoy         |
| 1994 | Casas de fuego                          | Juan Bautista Stagnaro |
| 1994 | Todos los hombres sois iguales          | Manuel Gómez Pereira   |
| 1996 | Ilona llega con la lluvia               | Sergio Cabrera         |
| 1996 | Un asunto privado                       | Imanol Arias           |
| 1996 | Olé Olá                                 | José María Aguayo      |
| 1997 | Tangier Cop                             | Stephen Whittaker      |
| 1998 | La sonámbula                            | Fernando Spiner        |
| 1998 | Un crisantemo estalla en cinco esquinas | Daniel Burman          |
| 2002 | El chevrolé                             | Leonardo Ricagni       |

### Televisió
- Hoy por hoy (1982)
- Y sin embargo, te quiero (1983-1984)
- Los pazos de Ulloa (1985)
- La tarde (1986)
- Delirios de amor (1989)
- Brigada Central (1989-1990)
- Hasta luego, cocodrilo (1992)
- Hermanos de leche (1994)
- Rosa, la lluita (1996)
- Nada es para siempre (1999-2000)
- Dime que me quieres (2001)
- Cuéntame cómo pasó (2002, 2005, 2009)
- Madrid no duerme: ¡De cine! (2004-2005)
- Amar en tiempos revueltos (2006)
- UCO (2009)
- Bandolera (2011)
- Gran Reserva: El origen (2013)
- ¡A bailar! (2014)
- Velvet (2015, 2016)
- El Ministerio del Tiempo (2016)
- Entreolivos (2017, 2018)[7]

## Teatre
- Así que pasen cinco años (1989)
- Una relación pornográfica (2010)[8]
- La asamblea de mujeres (2015)[9][10]

## Candidatures
Premis Goya
| Any  | Categoria                | Pel·lícula        | Resultat  |
| ---- | ------------------------ | ----------------- | --------- |
| 1992 | Millor actriu secundària | Demasiado corazón | Candidata |

Premi Mujer Victoria 2018